# Kiełbasa doktorska

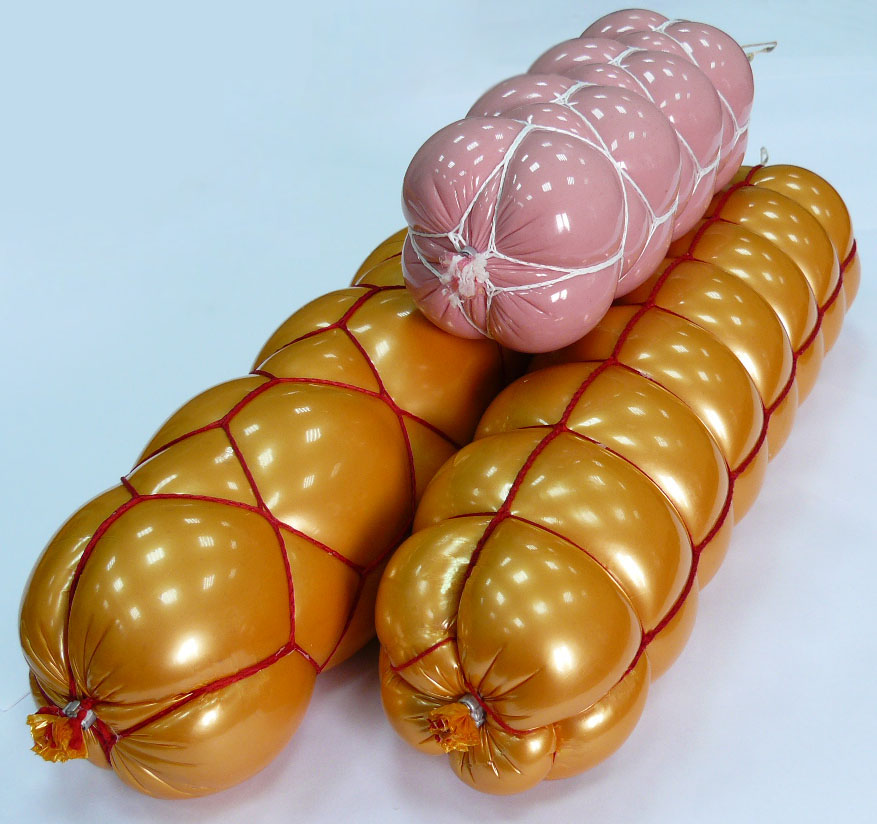
Kiełbasa doktorska

Kiełbasa doktorska (ros.: Докторская колбаса, zromanizowany: Doktorskaja kolbasa) – rodzaj kiełbasy gotowanej. W skład kiełbasy doktorskiej wchodzi mielone mięsa wieprzowe i wołowe, jajka, i mleko. Nie zawiera ostrych przypraw.
Kiełbasa doktorska wywodzi się z kuchni rosyjskiej; została opracowana w ZSRR w latach 30. Zyskała dużą popularność i jest produkowana nadal w Rosji i krajach byłego ZSRR.